# Piotr Nitecki
Piotr Nitecki (ur. 24 października 1949 w Warszawie, zm. 15 grudnia 2011 w Błoniach pod Środą Śląską) – polski duchowny katolicki, teolog, profesor doktor habilitowany, specjalizujący się w katolickiej nauce społecznej i historii Kościoła w Polsce.

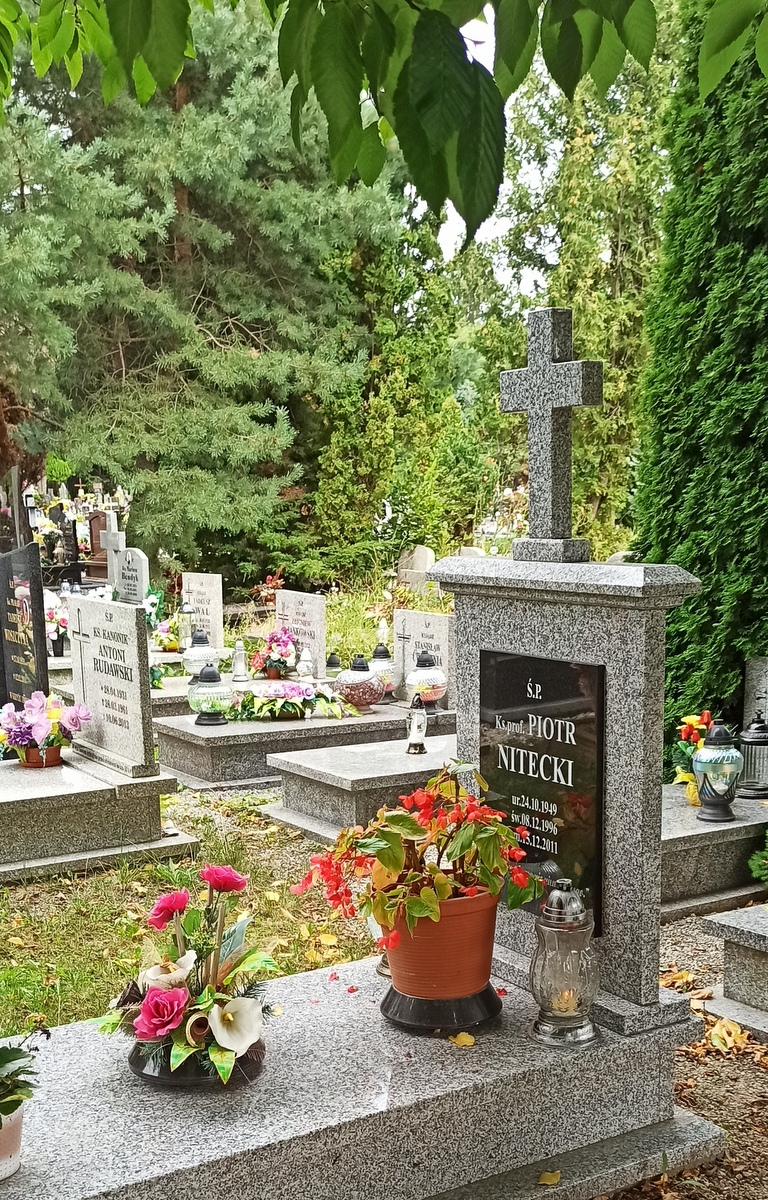
Grób ks. Piotra Niteckiego na cmentarzu parafialnym Ducha Świętego we Wrocławiu

## Życiorys

### Młodość i studia
Urodził się 24 października 1949 roku w Warszawie. Po ukończeniu szkoły średniej (technikum księgarskie) i pomyślnie zdanym egzaminie maturalnym rozpoczął studia teologiczne w Wyższym Metropolitalnym Seminarium Duchownym w Warszawie, z którego został usunięty na skutek fałszywych donosów. Następnie studiował na Papieskim Wydziale Teologicznym w Poznaniu i Katolickim Uniwersytecie Lubelskim, który ukończył w 1977 roku.
W czasie studiów zaprzyjaźnił się z ks. Jerzym Popiełuszką. Związał się z kręgiem katolicko-społecznym stworzonym przez Janusza Zabłockiego wokół Ośrodka Dokumentacji i Studiów Społecznych oraz miesięcznika Chrześcijanin w świecie. Był członkiem jego redakcji od 1976 roku, a od 1995 roku jego redaktorem naczelnym i autorem dziesiątków artykułów propagujących katolicką naukę społeczną. Należał do interpretatorów encyklik społecznych papieża Jana Pawła II.

### Praca naukowa
W roku 1980 doktoryzował się na Wydziale Teologicznym Akademii Teologii Katolickiej w Warszawie. W grudniu 1989 roku uzyskał stopień doktora habilitowanego nauk humanistycznych na Wydziale Nauk Społecznych KUL. Od 1 października 1991 roku był docentem na Papieskim Wydziale Teologicznym (PWT) we Wrocławiu oraz kierownikiem Katedry Teologii Rzeczywistości Ziemskich PWT. Od 10 grudnia 1996 roku prof. nadzwyczajny PWT. Tytuł profesora nauk teologicznych uzyskał 28 stycznia 1999 roku.

### Działalność opozycyjna
Pracę teologiczną i naukową łączył z działalnością opozycyjną. W latach 80. XX wieku działał w NSZZ „Solidarność”, a w 1987 roku został kierownikiem działu religijnego warszawskiego tygodnika Ład. Pod jego wpływem tygodnik ten stał się nie tylko propagatorem myśli społecznej Kościoła, ale i najbardziej otwartym w Polsce pismem na problematykę Kościoła na Wschodzie, opisującym rozpoczynające się wówczas odrodzenie religijne wśród narodów pobratymczych Europy środkowej i wschodniej. Nitecki był też członkiem innych zespołów redakcyjnych, w tym m.in.: Tygodnika Rolników Solidarność (1989–1990) i Znaków Czasu.

### Po 1989 roku
W 1989 roku należał do współzałożycieli Katolickiego Stowarzyszenia Dziennikarzy. Rok później po wygranych wyborach prezydenckich przez Lecha Wałęsę, został członkiem Rady do spraw Mediów przy Prezydencie RP. Równocześnie do 1991 roku był sekretarzem komisji przygotowawczej II Synodu Plenarnego Kościoła w Polsce.
Na początku lat 90. XX wieku przeniósł się do Wrocławia zostając wykładowcą Papieskiego Fakultetu Teologicznego, gdzie uzyskał kolejno tytuły profesora nadzwyczajnego i profesora zwyczajnego w 1998 roku. Prowadził tam zajęcia z metodologii nauk i katolickiej nauki społecznej.
Spotkał się wtedy także z propozycją przyjęcia święceń ze strony kard. Henryka Gulbinowicza, które ostatecznie przyjął 8 grudnia 1996 roku w kościele Świętego Krzyża we Wrocławiu. Rok wcześniej na stałe przeprowadził się z Warszawy do Wrocławia. Następnie objął funkcję wikariusza parafii Bożego Ciała we Wrocławiu. W 2000 roku był pierwszym proboszczem nowo utworzonej parafii świętego Stefana we Wrocławiu-Tarnogaju. Ostatnią jego placówką duszpasterską była parafia Najświętszego Imienia Jezus we Wrocławiu (uniwersytecka), która objął 15 września 2003 roku.
Obowiązki naukowe łączył z pracą duszpasterską i działalnością na polu mediów. Od 1995 roku był redaktorem naczelnym Nowego Życia, dolnośląskiego pisma katolickiego wydawanego przez archidiecezje wrocławską. Odpowiadał także za obsługę prasową podczas trwania Międzynarodowego Kongresu Eucharystycznego we Wrocławiu w 1997 roku.
Za osiągnięcia naukowe i popularyzatorskie w zakresie katolickiej nauki społecznej otrzymał Nagrodę naukową im. Włodzimierza Pietrzaka, przyznawaną przez Katolickie Stowarzyszenie „Civitas Christiana”.
Zginął w wypadku samochodowym 15 grudnia 2011 roku w Błoniach pod Środą Śląską. Został pochowany 22 grudnia na cmentarzu Ducha Świętego przy ul. Bardzkiej.

## Wybrane publikacje
- Człowiek drogą Kościoła. Kościół, „Solidarność” i odnowa społeczna w Polsce, Ośrodek Dokumentacji i Studiów Społecznych, Warszawa 1991.
- Biskupi Kościoła w Polsce. Słownik biograficzny, Ośrodek Dokumentacji i Studiów Społecznych, Warszawa 1992.
- Ewangelizacja i polityka, Wydział Duszpasterski Kurii Metropolitalnej, Katowice 1994.
- Ku prawdzie we wspólnocie człowieka i Boga. Studia dedykowane Ks. Stanisławowi Kowalczykowi, Wydawnictwo Diecezjalne, Sandomierz 1997.
- Znak zwycięstwa. Ksiądz Jerzy Popiełuszko (1947–1984), Pax, Warszawa 1998.
- Socjalizm, komunizm i ewangelizacja, Polihymnia, Lublin 1998.
- Odmienił moje życie, Wyd. Księży Marianów, Warszawa 1999.
- Kardynałowie Kościoła w Polsce, Kuria Metropolitalna i Tygodnik Katolicki „Niedziela”, Częstochowa 1999.
- Wielki przyjaciel Wrocławia. Karol Wojtyła – Jan Paweł II i archidiecezja wrocławska. Kalendarium wydarzeń, Lamis, Wrocław 2003.